# Poul Holm (idrætsmand)
 Der er flere personer med dette navn, se Poul Holm.
Poul Holm (20 juli 1888 i København - 29 oktober 1964 i København) var en dansk idrætsmand som deltog ved OL i London i 1908 i svømning i 100 meter fri og i 4x200 meter fri holdkap. Samme år deltog den alsidige Poul Holm ligeledes i holdkonkurrencen i gymnastik.
Holm var medlem af Gymnastik- og Svømmeforeningen Hermes, hvor han var meget aktiv inden for både gymnastik og svømning. Hans vandt otte danske mesterskaber i holdgymnastik, syv i holdkapsvømning og seks individuelle mesterskaber i svømning på favoritdistancen 100 meter fri. I 1908 satte han dansk rekord på 100 meter fri med tiden 1.10,8 - en rekord der først blev slået i 1923.
Hans brødre Knud Holm og Aage Holm deltog også i holdkonkurrencen i gymnastik ved OL 1908, hvor i alt 25 danskere deltog, og de endte på fjerdepladsen. Sverige vandt foran Norge og Finland. Knud Holm var med till at vinde sølvmedaljer i holdgymnastik 1906. Oldebarnet Anna Emilie Møller er udtaget i forhindringsløb til OL 2016.